# Щербатов, Николай Борисович
Князь Николай Борисович Щербатов (22 января (3 февраля) 1868 года — 29 июня 1943) — русский государственный деятель, министр внутренних дел (июнь—сентябрь 1915), камергер (1909), действительный статский советник (1913).

## Биография
Окончил Пажеский корпус и с 1889 года служил в 44-м драгунском Нижегородском полку, в 1892 году уволен в запас. В 1895—1897 годах состоял на службе по Министерству государственных имуществ, затем проживал в своем имении.
Был избран в уездные гласные Лебединского уезда Харьковской губернии и почётным мировым судьёй по тому же уезду, в 1902—1915 годов состоял уездным и губернским гласным по Полтавской губернии, и почётным мировым судьёй по Лубенскому и Лохвицкому уездам Полтавской губернии. Кроме того, состоял почётным попечителем Лубенской мужской гимназии и почётным председателем Лубенского сельскохозяйственного общества, коего он был учредителем и первым председателем.
В 1905 году князь Щербатов способствовал объединению умеренных элементов губернии и был одним из учредителей, ещё до 17-го октября, коллективной группы, впоследствии наименованной «Партией правового порядка». В декабре 1905 года он был делегирован партией на съезд в Санкт-Петербург, где его избрали членом Имперского совета Партии правового порядка, а затем и председателем его. На всех съездах земских и городских деятелей, происходивших в те времена, кн. Щербатов был представителем Полтавского губернского земства. Был выборщиком в 3-ю Государственную Думу и от дворянства — в Государственный Совет. В 1905 году был избран членом Совета Объединённого дворянства и оставался в этом звании до 1907 года.
С 1907 года — полтавский губернский предводитель дворянства. Пожалован в звание камергера (1909). В 1912 году был избран членом Государственного совета от Полтавского земства, принадлежал к группе правого центра.
Князь Щербатов занимал видное место среди коннозаводчиков России, и считался знатоком этого дела. С 1896 года он постоянно приглашался в качестве эксперта на все большие выставки по коннозаводству в России, а в 1911 году единственным из числа русских коннозаводчиков был приглашён на международную выставку в Лондон экспертом.
С 1 января 1913 года назначен управляющим Государственным коннозаводством с производством в действительные статские советники.
С 5 июня по 26 сентября 1915 г. — управляющий Министерством внутренних дел Российской империи, в Совете министров выступал за сотрудничество с оппозицией. После отставки с поста министра был вновь избран членом Государственного совета от полтавского земства.
После Октябрьской революции находился в эмиграции, избирался делегатом на Российский зарубежный съезд (апрель 1926 г.) от Германии. Умер в Германии.

## Семья
Был женат (с 1 ноября 1898 года; Берлин) на фрейлине Александре Михайловне Петрово-Соловово (1875—1918), внучке Б. А. Перовского, умершей в Кисловодске. В браке они имели трёх детей.

## Награды
- Орден Святого Станислава 2-й степени (29.03.1909)
- Орден Святого Владимира 4-й степени (10.04.1911)
- Орден Святого Станислава 1-й степени (01.01.1915)
- Орден Святой Анны 1-й степени (06.05.1915)